# Beogradski Licej
Beogradski Licej ili Veliko učilište je prva viša škola u Srbiji, otvorena u listopadu 1836. godine u Kragujevcu, a 1841. godine je premještena u Beograd i smještena u Konak kneginje Ljubice. Licej je 1863. godine smješten u Kapetan-Mišino zdanje i pretvoren u Veliku školu.